# ورقة 200 بيسو فلبيني
ورقة 200 بيسو فلبيني (بالفلبينية: dalawandaang piso‏)، ₱200) هي ورقة بيسو فلبينية أصدرت أول مرة في 1852. وهي حاليًا أندر الأوراق النقدية المتداولة في البلاد. الورقة المتدولة الحالية هي جزء من سلسلة عملات الجيل الجديد التي أصدرت في 2010 حيث عدلت صورة ديوسدادو ماكاباجال وأضيف بيت الاستقلال وكنيسة البراسويون وغير الظهر إلى تلال الشوكولا والرسغي فلبيني. أصدرت نسخة محدثة من سلسلة عملات الجيل الجديد في 2017 حيث استبدل بيت الاستقلال، كنيسة البراسويين باعلان استقلال الفلبين وافتتاح مؤتمر مالولوس كما غيير حجم الخط الخاص بسنة الإصدار.

## العملات المصدرة
|       | السلسلة الإنجليزية (1951) | سلسلة التصميم الجديد (2002–2013) | سلسلة عملات الجيل الجديد (2010–الآن) |
| ----- | ------------------------- | -------------------------------- | ------------------------------------ |
| الوجه |                           |                                  |                                      |
| الظهر |                           |                                  |                                      |

## الأوراق التذكارية
- أصدر البنك المركزي الفليبيني 12 مليون ورقة نقدية من جميع الفئات منها 200 بيسو (2 مليون ورقة نقدية لكل فئة) في ذكرى مرور 60 عامًا على إنشائه.
- أصدر البنك المركزي الفلبيني في 21 يناير 2011 ورقة 200 بيسو تذكارية في الذكرى المئوية الرابعة (ألسنة النار) لجامعة القديس طوماس (UST) ووضع عليها شعار الذكرى. أصدر البنك المركزي ما قيمته ملياري بيزو (10 ملايين ورقة نقدية) من هذه الأوراق النقدية بقيمة 200 بيزو.[3]

## سنوات الطباعة
| السلسلة                  | السنة     | رئيس الفلبين           | محافظ البنك المركزي الفليبيني |
| ------------------------ | --------- | ---------------------- | ----------------------------- |
| السلسلة الإنجليزية       | 1951      | البيديو كويرينو        | Miguel Cuaderno Sr.           |
| سلسلة التصميم الجديد     | 2002–2004 | غلوريا ماكاباغال أرويو | رافاييل بوينافنتيورا          |
| سلسلة التصميم الجديد     | 2007–2010 | غلوريا ماكاباغال أرويو | Amando M. Tetangco Jr. ‏       |
| سلسلة التصميم الجديد     | 2010–2013 | بنيغنو آكينو           | Amando M. Tetangco Jr. ‏       |
| سلسلة عملات الجيل الجديد | 2010–2016 | بنيغنو آكينو           | Amando M. Tetangco Jr. ‏       |
| سلسلة عملات الجيل الجديد | 2016–2017 | رودريغو دوتيرتي        | Amando M. Tetangco Jr. ‏       |
| سلسلة عملات الجيل الجديد | 2017–2019 | رودريغو دوتيرتي        | Nestor Espenilla Jr.          |
| سلسلة عملات الجيل الجديد | 2019–الآن | رودريغو دوتيرتي        | Benjamin E. Diokno ‏           |